# Trigastrotheca inermis
Trigastrotheca inermis är en stekelart som först beskrevs av Guerin-meneville 1848.  Trigastrotheca inermis ingår i släktet Trigastrotheca och familjen bracksteklar. Inga underarter finns listade i Catalogue of Life.